# Sarah Habel
Sarah Evelyn Habel (* 30. Juli 1982 in Michigan) ist eine US-amerikanische Schauspielerin, die hauptsächlich durch ihre Rollen in den Fernsehserien Underemployed (2012–2013), Rush (2014) und Riverdale (2017) bekannt ist.

## Leben
Sarah Habel wurde im US-Bundesstaat Michigan geboren und besuchte die Michigan State University, an der sie 2004 einen Bachelor-Abschluss in Theaterwissenschaften machte.  Danach versuchte sie sich als Theaterschauspielerin in London und New York City, bevor sie beim Fernsehen landete. Erste Gastrollen hatte sie in Fernsehserien wie The Beast, CSI: NY, Cold Case – Kein Opfer ist je vergessen und Hawaii Five-0 inne, bevor sie im Jahr 2012 in der kurzlebigen Serie Underemployed in ihrer ersten Hauptrolle als Daphne Glover zu sehen war.
2014 spielte sie als Eve Parker in Rush und 2017 als Geraldine Grundy in Riverdale jeweils wiederkehrende Nebenrollen.

## Filmografie (Auswahl)
- 2009: Butterfly Effect 3 – Die Offenbarung (The Butterfly Effect 3: Revelations)
- 2009: The Beast (2 Episoden)
- 2009: American Virgin
- 2010: CSI: NY (Episode 6x16)
- 2010: Cold Case – Kein Opfer ist je vergessen (Cold Case, Episode 7x21)
- 2011: Hostel 3 (Hostel: Part III)
- 2012: Hawaii Five-0 (Episode 2x16)
- 2012: Dark Wall (Fernsehserie, Episode 1x04)
- 2012–2013: Underemployed (12 Episoden)
- 2014: Rush (10 Episoden)
- 2014: Warren
- 2017, 2023: Riverdale (7 Episoden)
- 2017: Deep Burial
- 2017: Atomica